# Escacena del Campo
Escacena del Campo est une commune de la province de Huelva dans la communauté autonome d'Andalousie en Espagne.